# Colanthelia burchellii
Colanthelia burchellii är en gräsart som först beskrevs av William Munro, och fick sitt nu gällande namn av Mcclure. Colanthelia burchellii ingår i släktet Colanthelia, och familjen gräs. Inga underarter finns listade i Catalogue of Life.